# (4513) Louvre
(4513) Louvre es un asteroide perteneciente al cinturón de asteroides, descubierto el 30 de agosto de 1971 por Tamara Mijáilovna Smirnova desde el Observatorio Astrofísico de Crimea (República de Crimea).

## Designación y nombre
Designado provisionalmente como 1971 QW1. Fue nombrado Louvre en homenaje al Museo del Louvre en Francia.